# Oloid
Oloid – bryła geometryczna, której twórcą był Paul Schatz.

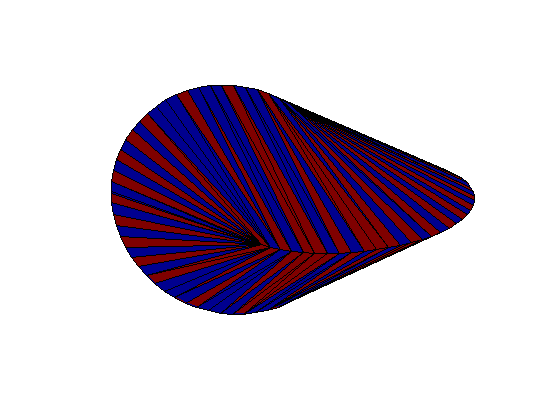
Oloid

Oloidy są używane jako elementy dekoracyjne, mogą być wtedy wykonane z przezroczystego lub kolorowego kwarcu i z różnych gatunków drewna.

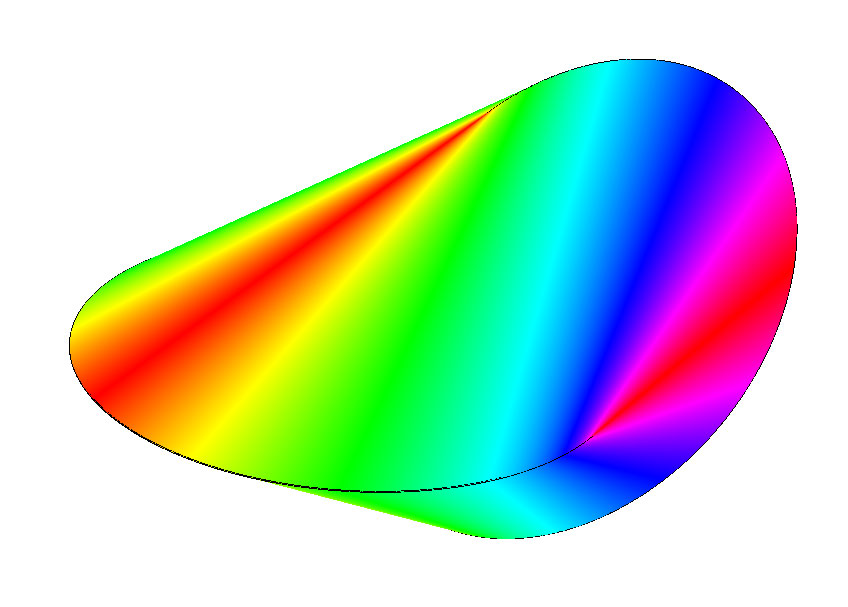
Oloid

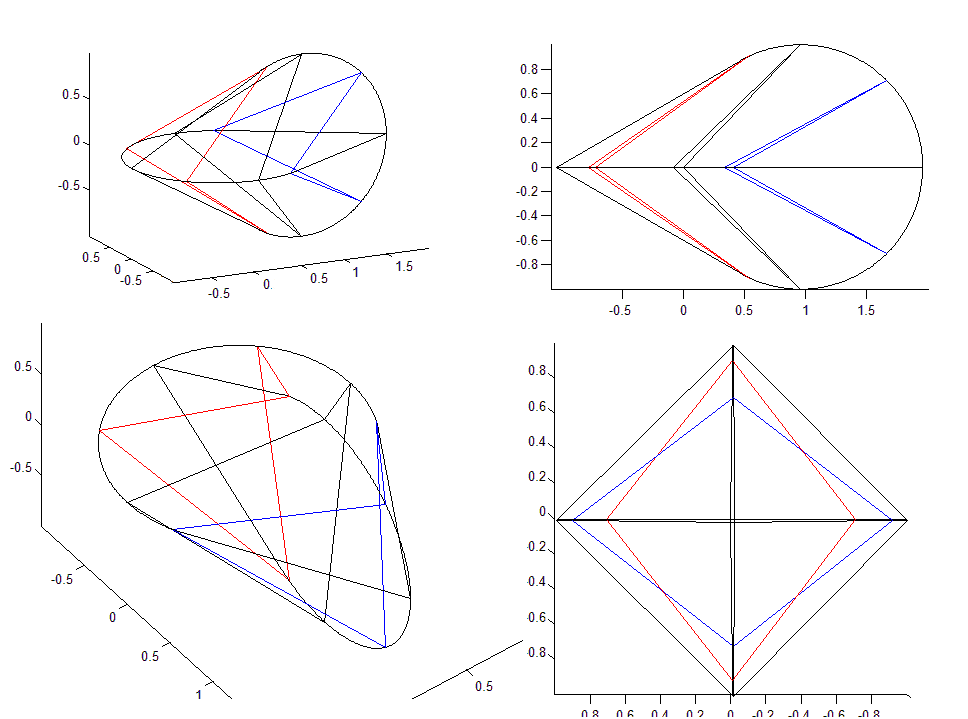
Oloid